# Saad al-Abdullah al-Salim as-Sabah

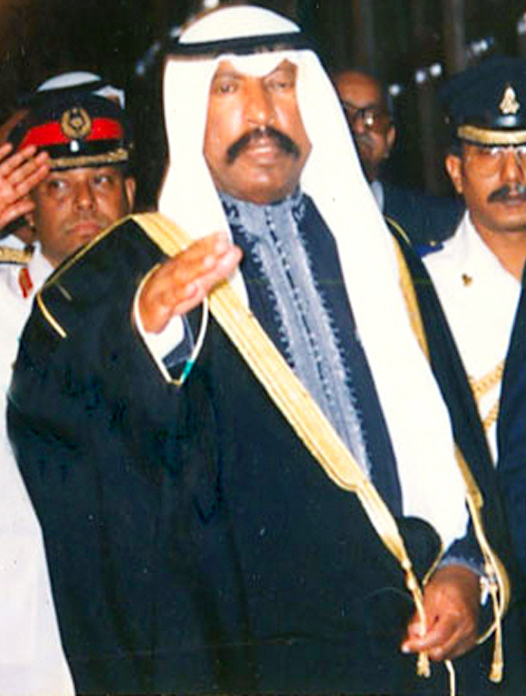
Sa'ad al-Abdallah als Premierminister (1991)

Scheich Saad (arabisch سعد العبد الله السالم الصباح, DMG Saʿd al-ʿAbdallāh as-Sālim aṣ-Ṣabāḥ; * 1930; † 13. Mai 2008), auch als Saad al-Abdullah al-Salim as-Sabah bekannt, war vom 15. bis 24. Januar 2006 der 14. Emir von Kuwait aus der Sabah-Dynastie. Nach seiner kurzen Regierungszeit von zehn Tagen wurde er vom kuwaitischen Parlament des Amtes enthoben. Sein Nachfolger als Staatsoberhaupt wurde Sabah IV.

## Leben
Nach der Schulausbildung in Kuwait trat Saad al-Abdallah noch als Jugendlicher in den Polizeidienst ein. Im Laufe seiner Ausbildung verbrachte er ein Jahr am Londoner Hendon Police College.
Nachdem Großbritannien Kuwait 1961 in die Unabhängigkeit entlassen hatte, wurde Saad al-Abdallah 1962 Innenminister des jetzt souveränen Emirates, bald darauf auch Verteidigungsminister.
Nachdem 1977 Dschabir III. zum Emir proklamiert worden war, ernannte er Saad al-Abdallah 1978 zum Thronfolger. Da es in der kuwaitischen Dynastie Tradition ist, dass der Kronprinz zugleich Premierminister ist, übernahm Saad al-Abdullah im Februar 1978 auch dieses Amt, das er bis Juli 2003 innehatte.
Gemeinsam mit dem Emir überstand Saad al-Abdullah mehrere Krisen, darunter der bewaffnete irakische Überfall am 2. August 1990, der ihn zusammen mit dem Herrscherhaus ins saudi-arabische Exil führte. Der Forderung nach mehr Demokratisierung begegnete er als Premierminister zuerst abweisend; später unterstützte er Reformen, die der Nationalversammlung mehr Rechte einräumten.
Mit dem Tod von Dschabir III. am 15. Januar 2006 wurde Saad al-Abdullah designierter neuer Emir. Noch vor seiner für den 24. Januar geplanten offiziellen Vereidigung regte sich jedoch vor allem im Parlament Widerstand gegen seine Amtsübernahme. Aufgrund seiner Krebserkrankung – der 75-Jährige war 1997 am Darm operiert worden und seitdem schwer krank – wurde seine Fähigkeit zur Amtsführung in Frage gestellt. Am 24. Januar 2006 wurde er vom kuwaitischen Parlament des Amtes enthoben. Ein Abdankungsschreiben des Emirs, das diese Prozedur erübrigt hätte, traf erst nach der Abstimmung ein. Sein Nachfolger als Staatsoberhaupt von Kuwait wurde sein Vetter zweiten Grades Sabah IV.
Saad verstarb am 13. Mai 2008 und wurde im Friedhof Al-Sulaibikhat in Kuwait begraben.